# 大韓民國歷史

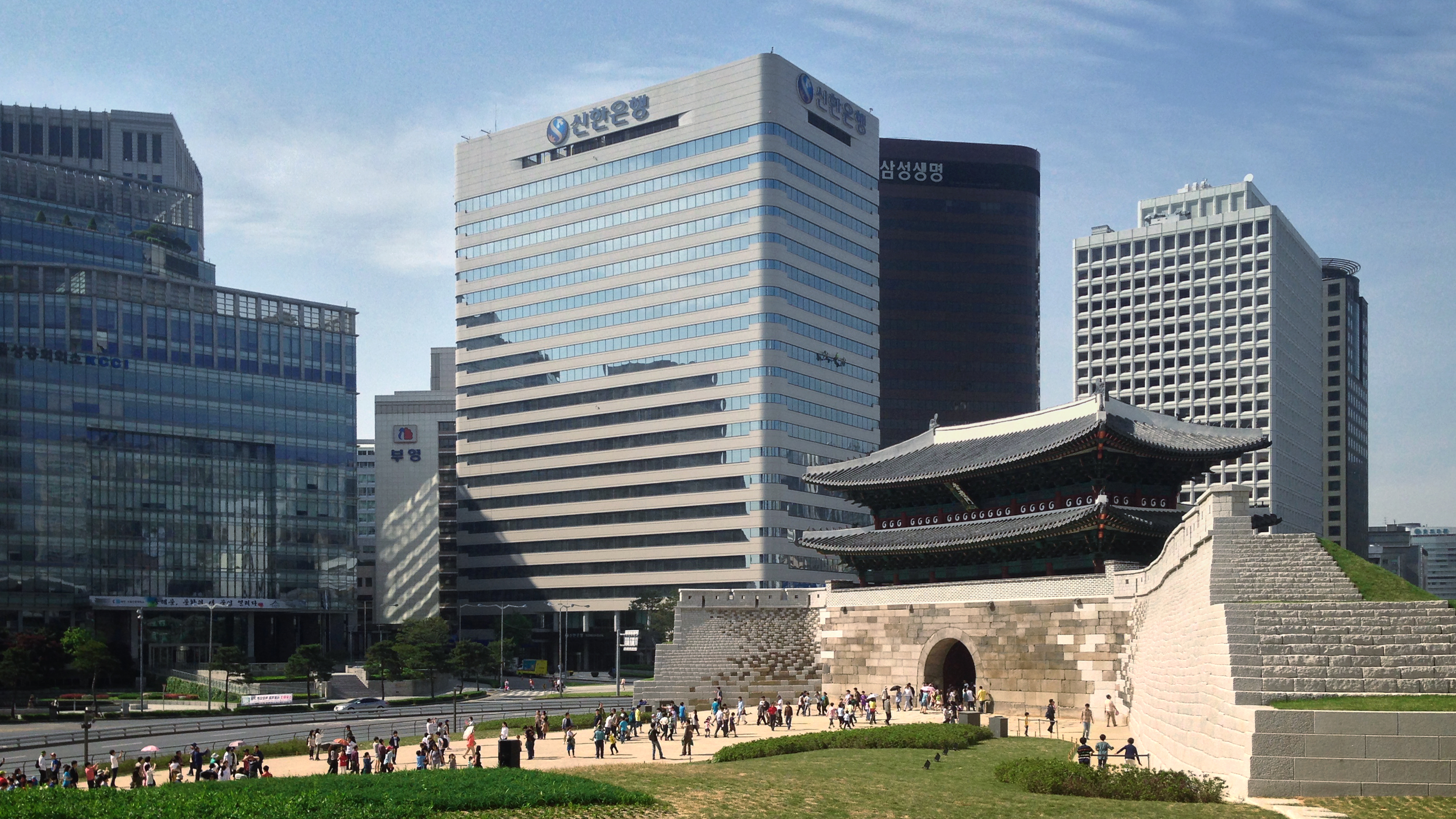
韩国首尔

大韩民国历史是朝鲜半岛南北分治后南方政权的历史。自南北分治以来，韓國經歷民主與獨裁統治的交替：第一共和国處於李承晚的獨裁統治之下，直至1960年四·一九运动垮台。以張勉为代表的民主内阁制第二共和国由于管理不力，成立仅8个月后被朴正熙軍隊推翻。之後從第三共和国到第五共和国，韩国都處於朴正熙及全斗煥軍政府的威權統治之下。1987年之後，第六共和国開始逐漸建立起自由民主的政府。
在朴正熙执政的第三和第四共和国，韩国经济在政府主导的外向型发展策略执导下发展迅速，创造汉江奇迹，成为亚洲四小龙之一。在全斗煥执政的第五共和国，韩国经济继续保持了高速发展态势。民主化后首位文人总统金泳三执政期间，韩国进入发达国家行列，并成为经济合作与发展组织（OECD）成员。1997年亚洲金融风暴期间，韩国经济遭到重创，但在金大中总统的带领下，韩国迅速摆脱危机，重归正轨。
二战后冷战时期，韩国主要是与资本主义国家发展关系。20世纪70年代初，随着冷战格局的结束，韩国开始与社会主义国家阵营接触。1988年，卢泰愚当选总统后，开始推行“北方政策”，积极与社会主义国家发展外交关系，并在1990年和1992年分别与前苏联和中华人民共和国建交。1993年，金泳三文人政府开始提出“世界化、民间化、多边化、多元化、区域合作和面向未来”的外交政策。韩国外交形成多层次、全方位的格局。

## 第一共和国：李承晚时代

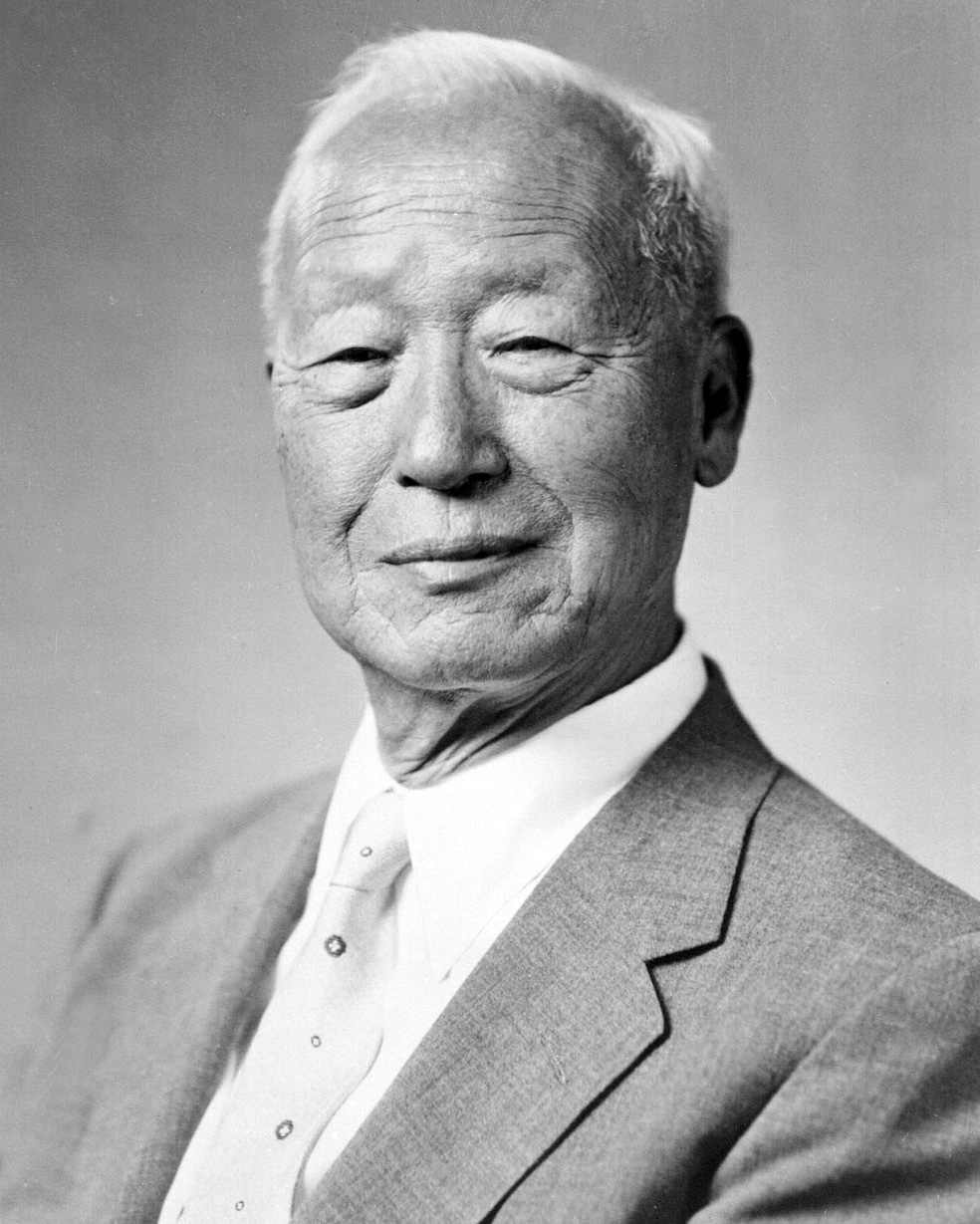
韩国首任总统李承晚

1945年日本无条件投降后，朝鲜半岛南北分由美苏托管，但双方在成立半岛统一政府方面分歧严重。1948年2月26日，在苏联和东欧国家拒絕参加的情况下，联合国通过了“只在可能的地区进行大选”的决议。同年5月10日，半岛南部举行国会选举，7月12日颁布总统负责制的《宪法》。7月20日，李承晚被制宪议会选举为总统，并于24日宣誓就职。8月15日，大韩民国政府宣告正式成立。:18-22:44-50
大韩民国成立后，朝鲜民主主义人民共和国随即于9月9日在半岛北部成立。韩国和朝鲜各自都宣称是朝鲜半岛的唯一合法政权，拒绝承认对方的合法性:4。双方都想通过武力实现统一。1950年6月25日，朝鲜战争最终爆发。战争停火后，美国与韩国结成军事同盟，韩国成为美国反苏反共的前沿阵地，美军开始常驻韩国。美国同时对韩国战后的恢复提供大量经济援助。1953-1960年间，美国向韩国提供经济援助总计17.45亿美元:99:43。朝鲜战争期间，李承晚亦凭借美国支持，以清除“残余共匪”为名逮捕异己议员，以暴力手段迫使国会通过“拔萃改宪案”，使其在第二届总统选举中连任总统:118-121:65-67。
根据韩国1948年宪法，韩国总统只能连任一次:42。为谋求李承晚连任第三任总统，执政自由党在1954年采用四舍五入的手段使原本被国会否决的改宪法案获得通过:154-156:67。1956年5月，李承晚在有争议的第三届总统大选中当选韩国第三任总统。不过民主党候选人张勉在竞选中击败李承晚亲信李起鹏，当选副总统:156-157:67-68。
1960年3月，执政自由党为确保李承晚和李起鹏在四届总统大选当选正副总统，在选举中大肆舞弊，引发大规模的四·一九学生运动。第一共和国最终在此次民运中垮台。:158-183:68-69

## 第二共和国：短暂的民主政权
李承晚政府垮台后，美国扶植李承晚心腹许政成立过渡政府。1960年6月15日，韩国国会通过宪法修正案，改总统制为议会内阁制。7月29日，韩国进行民议院和参议院的选举，保守民主党分别获得75.1%和53.4%的席位，取代自由党成为国会第一大党:184-188。8月12日，民主党守旧派尹潽善在两院联席会议上以2/3的绝对优势当选第二共和国总统。但他提名的旧派国务总理人选却被国会否决，无奈提名民主党新派人物张勉。张勉当选后没有兑现其“不倾向任何一派，组建均衡内阁”的竞选承诺，而是组建了清一色新派的内阁，不仅惹怒旧派，还遭来新派年轻议员的不满。10月，民主党旧派宣布另行成立“新民党”。民主党新旧两派彻底分裂。:67
由于执政民主党保守性的局限，第二共和国对第一共和国遗留下来的选举舞弊、血腥镇压民主运动、以及腐败等问题态度很暧昧。韩国经济在第二共和国时期也是每况愈下，一团糟。据统计，1960年7月至1961年5月，韩国经济生产萎缩9.8%，通货膨胀高达38%，45%的韩国劳动人口处于失业状态。有近22万户家庭处于缺粮状态。政府的不作为引发民众强烈不满。韩国持续爆发大规模的游行示威，政治经济形势一片混乱，出现“日出游行，日落息”的现象。在1960年5月至1961年5月的1年时间里，韩国有95万人次参加了2000次的示威游行。在四·一九运动一周年纪念的集会上，汉城的大学生喊出了“南北学生板门店相会！”的口号:68-72。1961年5月16日，少将朴正熙发动五一六军事政变推翻第二共和国:115-118。

## 第三共和国：朴正熙时代前期
五一六军事政变后，国会被解散。朴正熙通过军方成立的国家重建最高会议掌控国家。此外，他还成立了直接汇报于他的中央情报部。1962年11月，国家重建最高会议颁布新宪法，废除议会内阁制，恢复总统直选，并将两院制改为一院制。12月26日，新宪法经公投获得通过后生效:72-73。1963年8月30日，朴正熙为竞选总统退役，并加入金锺泌事先为其准备好的民主共和党。10月15日，他以民主共和党总裁和总统候选人的身份参加“还政于民”的韩国第五届总统选举，最终以1个百分点的优势险胜民政党候选人尹潽善当选总统:241。

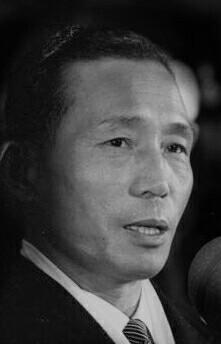
朴正熙于1964年

与李承晚“先统一、后建设”的策略相反:55-56，朴正熙奉行的是“经济第一”的治国理念:74。为发展经济，朴正熙探索、制定出更适合韩国国情的政府主导、出口主导、非均衡发展的战略:63-65。1962年1月，朴正熙政府开始实施第一个经济开发五年计划（1962-1966年）:90-91。期间，韩国经济取得了8.5%的增长率:63-65。为了吸引外资与技术，朴正熙政府积极与美国和日本发展友好关系。通过参战越南战争，朴正熙使韩美同盟关系得到进一步的巩固。作为对韩国参战的补偿，美国为韩国军队武装了现代化的武器，并给予韩国大量的经济、技术援助:105。1965年12月18日，朴正熙政府结束了韩国与日本近14年的谈判，与日本正式建立外交关系:172:280。东北亚地区的美日韩同盟正式确立:257。虽然此举在韩国国内遭到强烈反对，而且给韩日关系日后的发展留下了阴影，但通过与日本邦交正常化，朴正熙政府从日本得到了很多的经济利益:172-175。
1967年5月，朴正熙在第六届总统选举中以54.0%对37.7%绝对优势，再次战胜在野党领袖尹潽善当选总统。为长期掌握总统大权，1969年9月14日，执政民主共和党在只有本党议员参加的情况下，通过了允许总统“三连任”的宪法修订案。10月，“三选改宪”经全民公决获得通过:85-86:76-77。第二个经济开发五年计划（1967-1971年）期间，韩国经济步入高速发展阶段，增长率达到9.7%:105，建设了京釜高速公路、浦项钢铁、蔚山石化工业园等重大项目:114-120。为缩小不断加大的城乡差距，朴正熙从1971年开始了旨在提高农村生活水平的新乡村运动:152-153。
1971年4月，在第7届总统选举中，朴正熙遇到在野党领袖金大中强有力的挑战:77。最终，朴正熙以不到100万张选票的微弱优势险胜金大中，再次当选韩国总统。但在随后的第八届国会议员选举中，金大中的新民党获得了89个席位，远远超过抵制修改宪法所必须的法定票数65票（三分之一）:161。韩国在野党在国会首次如此接近执政党的力量，在国会基本形成两大政党体制的格局:78。

## 第四共和国：朴正熙时代后期
朴正熙赢得第七届总统和第八届国会选举后，韩国国内反对朴正熙独裁的民运变得高涨:78。1972年10月17日，朴正熙以实现朝鲜半岛统一和应对急剧变化的国际形势需要改革现有体制为由，实行全国戒严，废除宪法，解散国会，禁止一切政治活动，新闻、报纸、电视台实行军事管制，史称“十月维新政变”:81:128。10月27日，朴正熙政府颁布《志在祖国和平统一的宪法修正案》，即《维新宪法》，11月23日，经国民投票获通过:184-185:167。1972年12月23日，朴正熙作为唯一的总统候选人被统一主体国民会议选举为第8任总统。韩国进入“维新体制”的第四共和国:129。通过十月维新，朴正熙将国家元首、政府最高长官、内阁主席、军队统帅、国家安全委员会主席、统一主体国民会议议长等大权集为一身，把其独裁统治发展到了无以复加的地步。朴正熙利用宪法所赋予的非常措施权，对社会实现全面的超强管制:186-187:169。1978年7月6日，朴正熙通过第二届统一主体国民议会这个投票机器，再次毫无悬念地当选第九届总统:76:79。

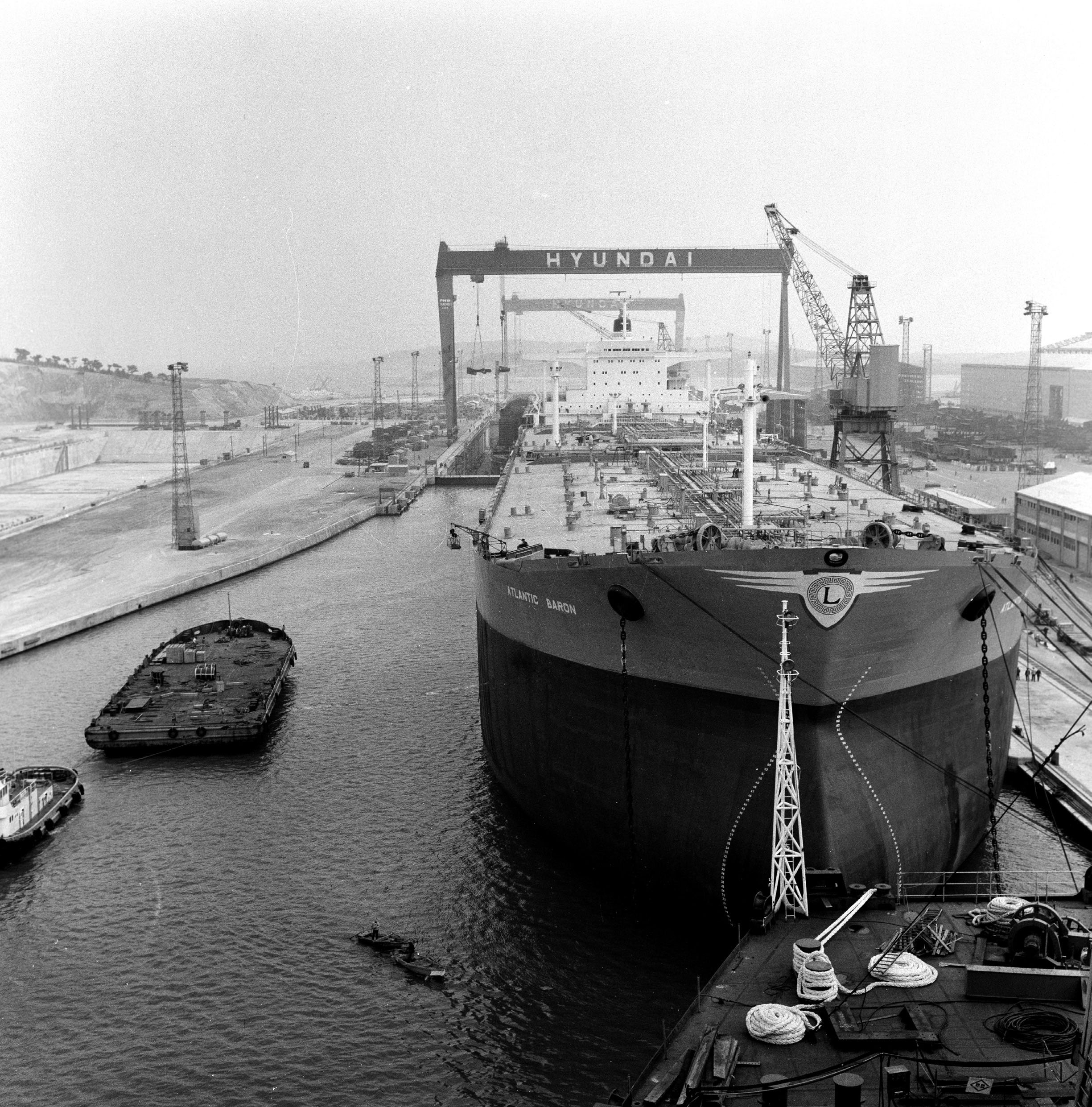
1976年现代重工蔚山造船厂

第四共和国开展了第三（1972-1976年）和第四个经济开发五年计划（1977-1981年）。韩国经济继续高速发展，发展的重心开始向重化工产业倾斜。随着浦项钢铁扩建项目的完成和现代重工等大型造船企业的兴起，韩国在三五期间成为仅次于日本的世界第二大造船国:40。韩国汽车工业也实现了国产化，并于1976年1月开始批量出口:171。1977年，韩国成为继日本之后亚洲第二个出口超100亿美元的世界出口大国:199-200。同时新乡村运动也取得丰硕成果。1970-1978年间，韩国农民人均收入从165美元增加到778美元:127-128。1979年，韩国98%以上的农户用上了电:126，村村通自来水，并根除了霍乱、伤寒等瘟疫疾病:190。
在朴正煕不断加强其独裁统治的同时，要求民主和废除“维新宪法”的民主运动在韩国也不断高涨。1979年8月，朴正熙为镇压异己势力，取消了在野党领袖金泳三的国会议员资格。此举在韩国政坛掀起轩然大波。66名新民党议员集体辞职。金泳三的政治根据地釜山、马山和昌原等地爆发大规模的示威游行，史称“釜马事态”。10月26日，朴正熙和青瓦台警卫室室长车智澈与中央情报部部长金载圭在一场内部宴会上就“釜马事态”的看法发生争执。遭到责骂的金载圭恼羞成怒，开枪将朴正熙和车智澈杀死。“维新体制”就此瓦解。:138-140:80-81

## 第五共和国：全斗焕时代
朴正熙遇刺身亡后，总理崔圭夏代行总统职务，后于1979年12月6日被统一主体国民会议选举为第10任总统。具有民主化改革意识的崔圭夏随即在12月7日解除了“总统紧急措施”，释放民主派政治犯，并解除了对民主运动领袖金大中的软禁，史稱“漢城之春”。陆军参谋总长郑昇和担任戒严司令后开始清除军队中的朴正熙势力，调换保安司令全斗焕亲信、首尔城防司令全成珏，引发全斗焕的不满。12月12日，全斗煥发动双十二政变肃清郑昇和，开始掌控军政大权。1980年5月，反对独裁统治的民运再次高涨。5月17日，全斗焕宣布全国扩大戒严，血腥镇压光州民主化運動，完全控制韩国政局。8月16日，崔圭夏宣布辞去总统职务:82-84。8月27日，全斗焕被统一主体国民会议选举为第11任总统:198。1980年9月27日，全斗焕政府为区别于朴正熙的维新体制，颁布宪法修正案。新宪法取消了统一主体国民会议，并将总统任期改为7年但不得连任。10月17日，全斗焕强行解散在野党，并逮捕金大中、金泳三等在野党领袖。10月27日，有“第二维新宪法”之称的新宪法经公投后正式生效。1981年1月，全斗焕组建民主正义党。在2月25日举行的总统选举中，全斗焕以90.6%的绝对优势被5277名选举人团间接选举为第12任总统。韩国从此进入全斗焕军政独裁的第五共和国。:84-85:198-199
全斗焕执政时期，韩国经济继续保持了朴正熙执政期间的高速发展态势。虽然朴正熙被暗杀后韩国经济出现剧烈震荡，但全斗焕掌权后，经济发展迅速恢复。五五期间（1982-1986年），韩国经济增长率达到9.8%:50。在“民间主导、稳定发展、自由竞争”的发展战略引导下，韩国产业结构得到优化，电子、半导体、汽车等产业发展迅猛。通过强势打压房地产投机，全斗焕有效遏制住通货膨胀，使韩国免于重蹈日本式的“泡沫经济”。1988年，韩国通货膨胀由1980年的29%下降至个位数。失业率也下降到前所未有的2.5%。国际收支经常性账目从1986年开始保持平衡。此外，全斗焕政府还加大了对教育研发、医疗保险、城市住房、卫生防疫、乡村建设、工资福利等方面的投入，以“增进国民福利”。1986年，韩国储蓄率有史以来首次超过投资率，本国资本迅速积累，中产阶级迅速壮大，社会分配更加平等。1986年，韩国成功举行亚运会后，又于1988年成功举行了奥运会。:170-173:55

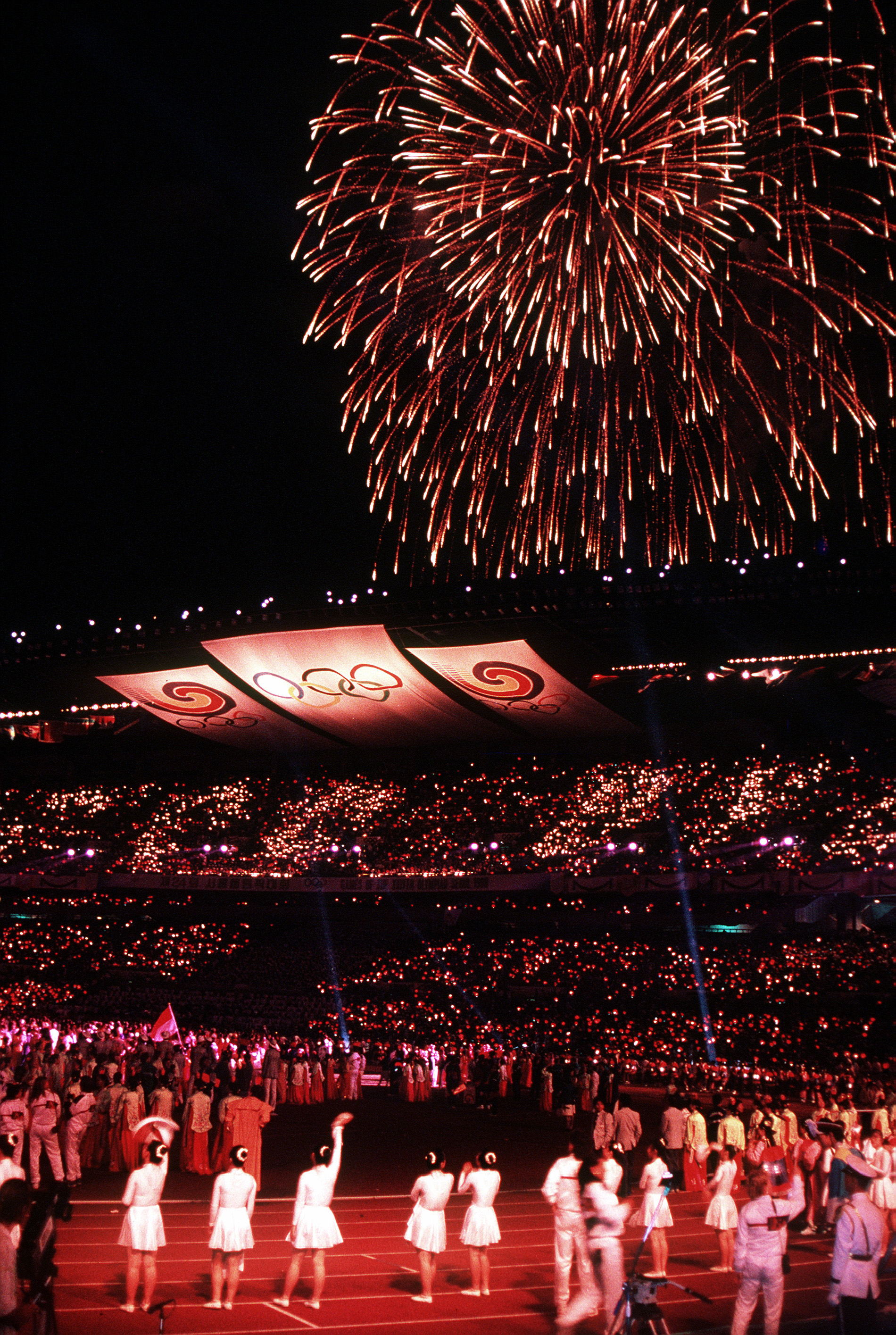
1988年夏季奥林匹克运动会

全斗焕执政时期，韩日关系得到很大的改善。1983年1月1日，时任日本首相中曾根康弘应邀访韩，代表日本政府首次以“谢罪”的心情就日本二战期间的侵略行为公开“反省”，并决定向韩国提供7年期总计40亿美元贷款的援助（总金额为1965年以来日本对韩投资总额的3倍，不过其中约3/4用于购买日本产品）。1984年9月6日，全斗焕对日本进行了回访。美日韩同盟关系得到加强:231-232:225-227。全斗焕执政期间，韩国国内的反美情绪高涨。韩国社会阶层普遍认为全斗焕独裁政权的建立，以及对光州民主化运动的镇压有美方的纵容与支持:222-225。
尽管在经济发展与外交方面举得成就，全斗焕政府的威权统治不断遭到以金泳三和金大中为首的韩国在野党民主人士的挑战，要求改宪的斗争一直不断。但全斗焕坚持在1988年奥运会之前不进行修宪，下届总统要通过间接选举产生。1987年6月，首尔大学学生朴钟哲被拷打致死，引发全国范围的大规模六月民主运动。迫于压力，全斗焕的接班人卢泰愚在同年6月29日发表了六二九宣言，同意总统直选。7月1日，全斗焕接受了卢泰愚的提议，并在10天后辞去了民正党总裁的职务。:88-89:204-212

## 第六共和国：民主化时代

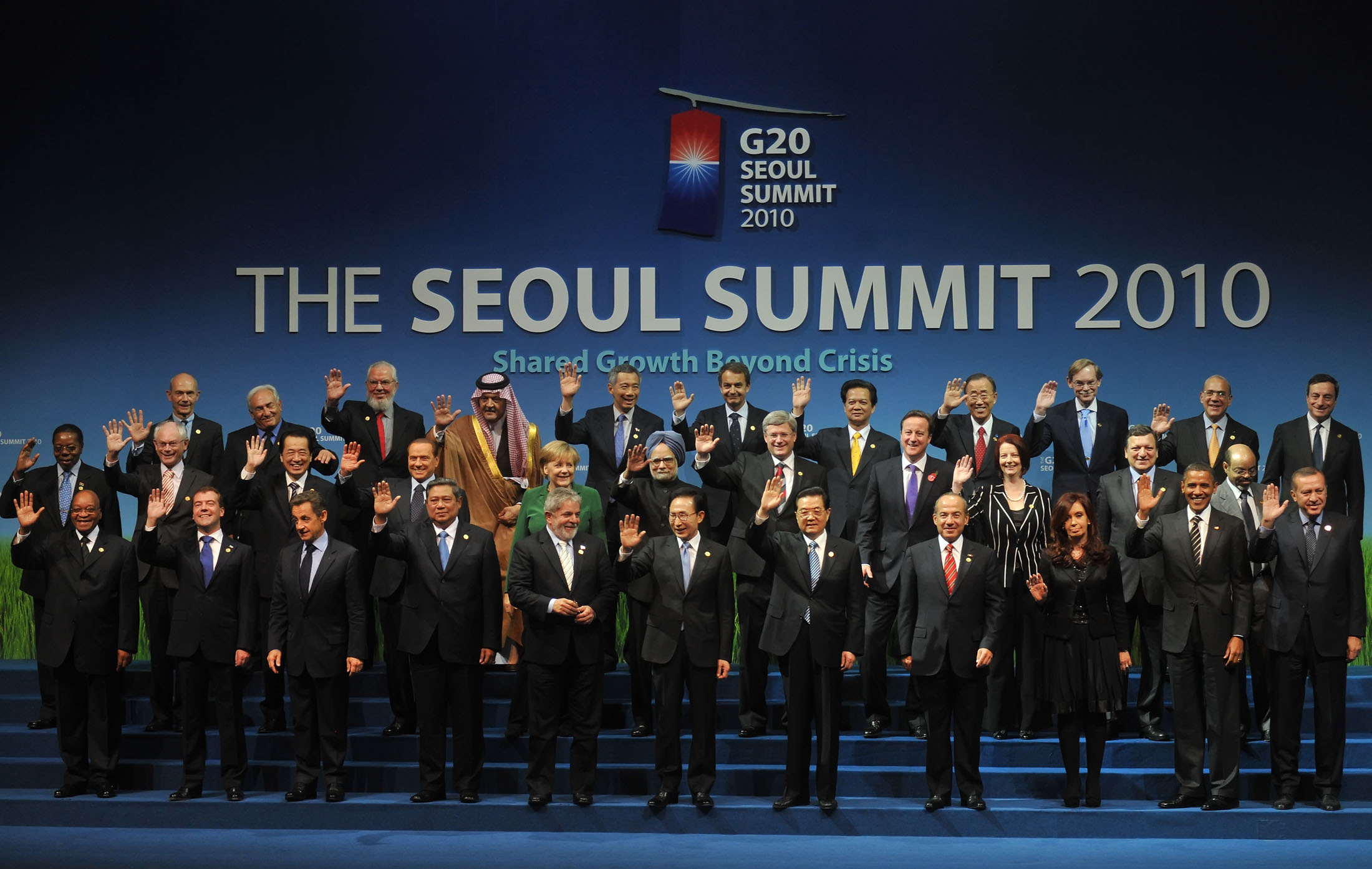
2010年二十国集团首尔峰会合照

1987年10月12日，新修订的民主化宪法在韩国国会获得通过。这是韩国沿用至今的第六共和国宪法。在随后的总统大选中，卢泰愚击败金大中、金泳三和金钟泌当选第13任总统:91。1992年大选，金泳三成为韩国民主化后的首位文人总统。文人政府致力于清算独裁、惩治腐败，将全斗焕和卢泰愚两位前总统送上了法庭，并通过肃军运动结束了韩国40余年来军人执政、干预政治的局面:252-257。续金泳三之后，另一位民运领袖金大中在1997年当选第15任总统。2002年卢武铉执政后，保守党势力开始增强。第17、18任总统李明博和朴槿惠皆来自保守派政黨:103-108。2017年，崔順實事件引发朴槿惠被弹劾后，自由派共同民主党候选人文在寅当选总统並执政。然而由於新冠肺炎疫情爆發以及多位共同民主黨高層醜聞爆發拖累文在寅政府，在2022年韓國總統大選，由國民力量提名的尹錫悅當選新任總統，保守勢力再度入主青瓦台。2024年，尹錫悅與在野黨的衝突導致「12·3」緊急戒嚴事件和政治危機，使共同民主黨候選人李在明在總統補選中當選。
外交方面，第六共和国成立后，卢泰愚政府借助举办1988年夏季奥林匹克运动会的时机积极开展北方外交，先后与东欧社会主义国家、苏联和中华人民共和国建立外交关系，为韩国外交拓宽了更大的空间:159。金泳三执政时期，韩国提出世界化、多边化、多元化、地区合作、面向未来的“新外交”理念，积极参与国际事务，大大提高了韩国的国际地位。韩国在加入联合国仅4年后就在联合国大会上当选安理会非常任理事国，并成功申办第三届亚欧首脑会议:244-250。金大中和卢武铉执政时期，韩朝关系有了重大突破。两国先后在2000年6月和2007年10月举行第一次和第二次首脑会议:252-261:333-334。2008年保守派李明博执政后，韩朝关系迅速变冷:358。2017年左派文在寅执政后，韩国借举办2018年平昌冬奧之机与朝鲜改善关系。双方在2018年举行了3次首脑会晤。但自2020年起朝韩关系再度转冷，并在2022年保守派尹锡悦执政后跌入谷底。

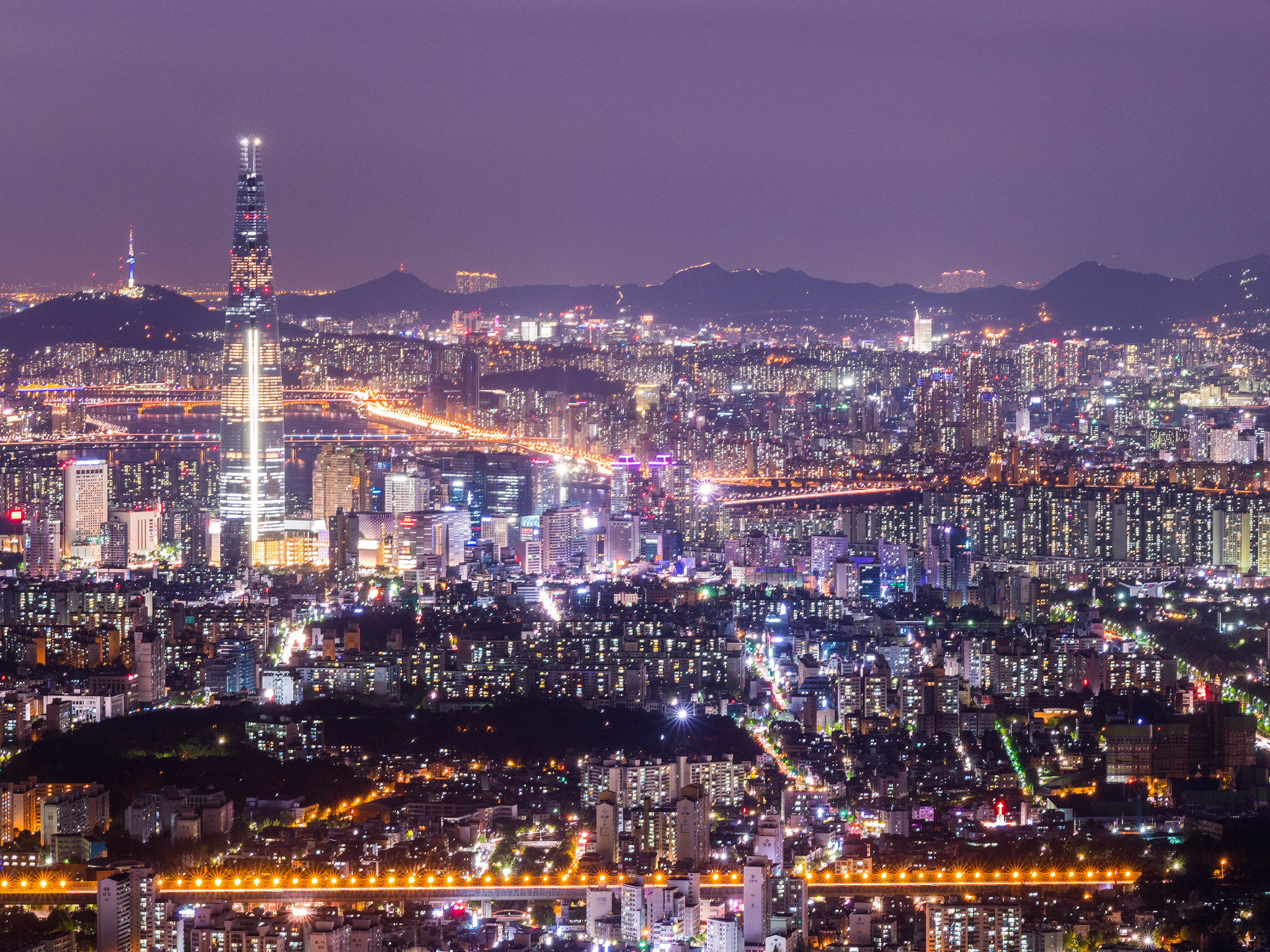
韩国首尔

经济方面，卢泰愚执政期间，韩国在1991年成为世界第15大经济体，但增速开始放缓，相比出口，内需拉动对经济增长的贡献更大:242-243。随着各项法律的实施，韩国社会保障制度基本形成:132-133。1996年，在金泳三执政末期，韩国成为世界第11大经济体，人均国民生产总值突破万美元，进入发达国家行列，并成为经济合作与发展组织（OECD）成员:178。1997年，亚洲金融危机重创韩国。金大中在最危机时刻当选第15任总统。金大中在企业、金融、公共事业和劳动保障四个领域对韩国经济进行了大刀阔斧的改革，使韩国迅速走出金融危机阴影，并成功转型:337:161。2008年，由美国次贷危机引发的全球金融危机袭击韩国，但韩国不到一年就反转局势，是經濟合作與發展組織30个会员国中复苏最快的国家。2009年，在大多数发达国家经济呈现负增长的情况下，韩国经济实现了0.2%的正增长。2010年，韩国国内生产总值增长6.1%，时隔3年重新突破1万亿美元大关，人均GDP时隔3年后重新超过2万美元，外汇储备达2915.7亿美元，外汇储量世界第六。